# Вецумниеки (станция)
Ве́цумниеки (латыш. Vecumnieki) — железнодорожная станция в Вецумниекской волости Вецумниекского края Латвии, на линии Елгава — Крустпилс. Станция расположена к югу от посёлка Вецумниеки.

## История
Станция IV класса Нейгут Фридрихштадтского уезда Курляндской губернии открыта в 1904 году при сдаче в эксплуатацию Московско-Виндавской железной дороги. Особое значение приобрела в годы Первой мировой войны, когда отсюда была проложена 25-и километровая железная дорога с европейской (по другим источникам — узкоколейная) колеёй до Мерцендарбе. Эта линия существовала всего несколько лет и после 1920 г. в документах более не упоминается. Начиная с 1919 года станция именовалась «Вецмуйжа». Вместо разрушенного во время Первой мировой войны деревянного здания, в 1926 г. построено каменное, по проекту Я. Нейиса. Название «Вецумниеки» носит с 1940 г.